# Crna Draga
Crna Draga es una localidad de Croacia situada en el municipio de Lasinja, en el condado de Karlovac. Según el censo de 2021, tiene una población de 114 habitantes.

## Demografía
| Gráfica de población de Crna Draga 1857-2011                       |
|                                                                    |
| Según los censos de población de la Oficina de Estadísticas Croata |